# Henry Kingsley

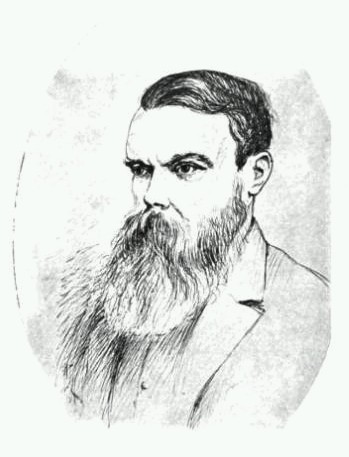
Henry Kingsley, porträtiert von William Henry Hunt

Henry Kingsley (Pseudonym Granby Dixon; * 2. Januar 1830 in Barnack, heute Peterborough, Northamptonshire; † 24. Mai 1876 in Cuckfield, Sussex) war ein englischer Schriftsteller.
Kingsley, ein Bruder des anglikanischen Geistlichen Charles Kingsley, studierte an der Universität Oxford, ging 1853 nach Australien, wo er mehrere Jahre blieb, und widmete sich nach seiner Rückkehr der literarischen Beschäftigung.
Spannende Handlung und anschauliche Schilderungen, besonders australischen Lebens, finden sich in seinen Werken.
Von 1870 bis 1871 Redakteur der Zeitung Daily Review, machte er als sein eigener Kriegskorrespondent den deutsch-französischen Feldzug mit, wohnte der Schlacht bei Sedan bei und betrat als der erste Engländer die Stadt.

## Werke (Auswahl)
- The recollections of Geoffry Hamlyn (1859)
- Ravenshoe (1862)
- Austin Elliot (1863)
- The Hillyars and the Burtons (1865)
- Silcote of Silcotes (1867)
- Mademoiselle Mathilde (1868)
- Tales of old travel (1869 und 1871)
- Old Margaret (1871)
- The Harveys (1872)
- Hornby Mills (1872)
- Valentin: a French boy's story of Sedan (1872)
- Oakshott Castle (1873)
- Reginald Hetherege (1874)
- Grange garden (1876)
- Fireside studies (1876)

Eine Sammlung seiner Romane erschien 1872 in sieben Bänden.